# Casas de Bárcena
Casas de Barcena o Casas de Bárcena (en valenciano y oficialmente les Cases de Bàrcena) es una pedanía de la ciudad de Valencia (España) perteneciente al distrito de los Poblados del Norte. Limita al oeste con Vinalesa y Bonrepós y Mirambell, al norte con Foyos, al este con Meliana y al sur con Almácera. Su población censada en 2022 era de 363 habitantes. Su casco urbano, aunque muy poco denso, tiende a unirse con el de Bonrepós y Mirambell y el de Almácera, aunque la unión no ha llegado a producirse totalmente.

## Historia
Casas de Bárcena nació junto a la alquería conocida en el Llibre del Repartiment como Nacarella o Macarella. Eclesiásticamente perteneció a la parroquia de Bonrepós hasta el siglo XVIII, cuando pasó a depender de la de Foyos, aunque en 1902 pasó otra vez a la de Bonrepós, a la que sigue perteneciendo. En el Diccionario de Madoz (1845-1850) aparece la siguiente descripción de la aldea de Macarella:

Ald[ea] con alc[alde] de barrio, vulgo lloctinet [...] comprende 17 casas de campo y 73 chozas ó barracas, las cuales se hallan diseminadas enteramente á escepcion de las casas de Bárcena en número de 15, que estan unidas á der[echa] é izq[uierda] de la carretera de Barcelona; hay escuela de niños á la que concurren 30, y una ermita dedicada á la Virgen del Pilar, dependiente de la jurisd[icción] de Foyos [...] El terreno que la pertenece abraza unas 100 cahizadas de tierra de huerta de muy buena calidad, y prod[uce] trigo, maiz, seda, habichuelas, habas y hortaliza. Pobl[ación]: 90 vec[inos], 350 almas.
Diccionario de Madoz

El núcleo es muy poco denso y está vertebrado a lo largo de la antigua carretera de Barcelona, aunque destaca la llamada Placeta, como centro de la población.

## Demografía
Casas de Bárcena ha ido perdiendo población de manera irregular a lo largo del último siglo. Entre otros motivos, está la cercanía tanto a Almácera como a Bonrepós y Mirambell, que han ocasionado que muchas viviendas, aun conformando el núcleo de la población, se hayan construido en el término de estas dos últimas.
| Población | 438 | 508 | 614 | 896 | 557 | 678 | 596 | 545 | 429 | 405 | 398 |

## Política
Casas de Bárcena depende del ayuntamiento de Valencia en consideración de barrio del distrito de Poblados del Norte (en valenciano Poblats del Nord). Sin embargo, dada su condición de poblamiento rural, cuenta, de acuerdo con las leyes estatales y autonómicas pertinentes, con un alcalde de barrio que se encarga de velar por el buen funcionamiento del barrio y de las relaciones cívicas, firmar informes administrativos y elevar al ayuntamiento de la ciudad las propuestas, sugerencias, denuncias y reclamaciones de los vecinos. Esta alcaldía se encarga también de las de Mahuella, Tauladella, Rafalell y Vistabella.

## Patrimonio

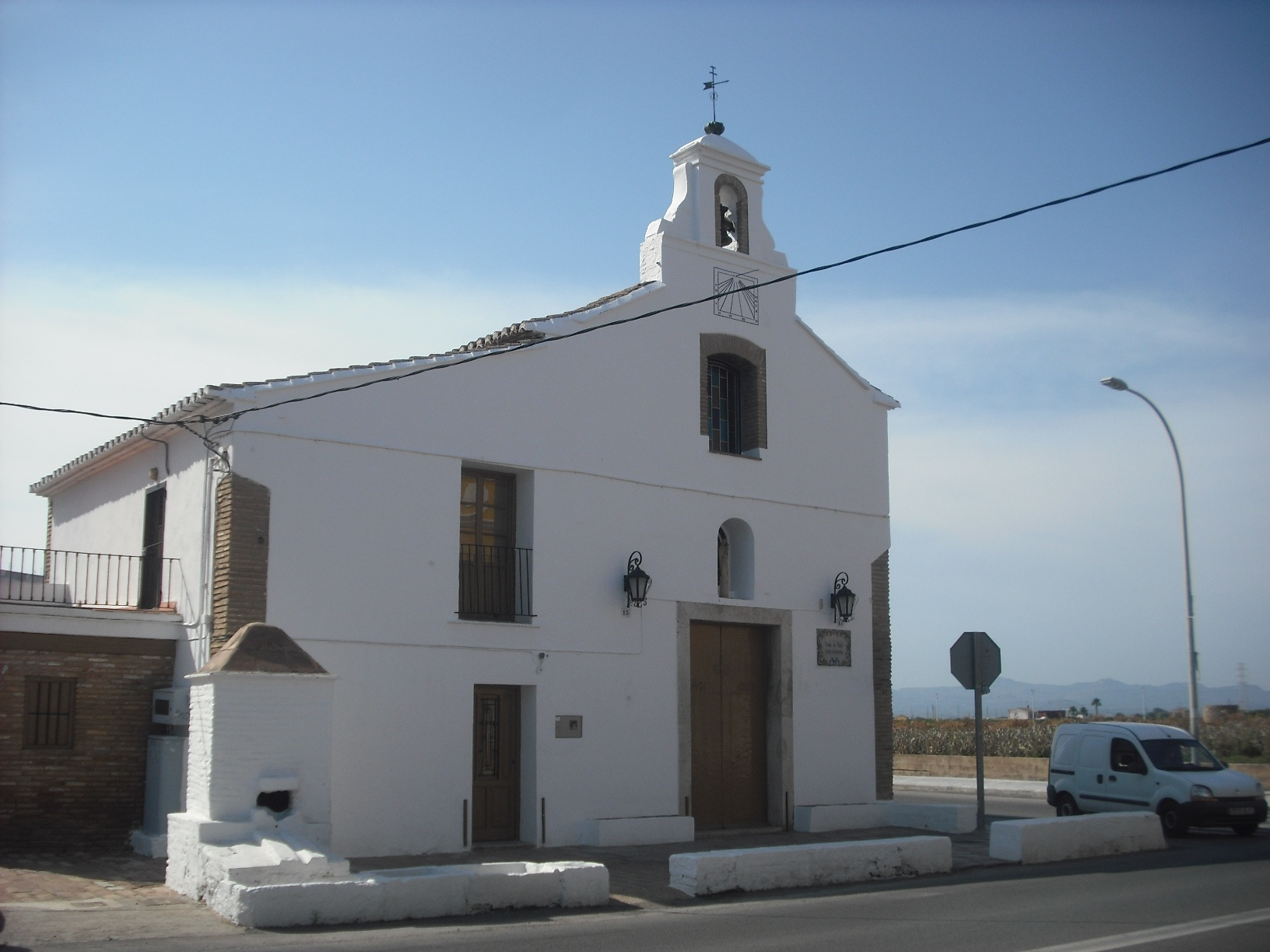
Ermita de la Virgen del Pilar.

- Ermita de la Virgen del Pilar: De mitad del siglo XVIII, se sitúa al borde de la carretera de Barcelona. Es una construcción pequeña que cuenta con un pozo en su puerta.[4]

## Cultura
Casas de Bárcena dedica sus fiestas a la Virgen del Pilar y la del Rosario. Además, participa con una falla en las Fallas de Valencia. Asimismo, cuenta con una sede la Universidad Popular, en la que se realizan actividades de culturización, expresión plástica y corporal y formación ocupacional, entre otras.

## Transporte
La pedanía de las Casas de Bárcena está conectada con el centro de la ciudad de Valencia por la línea 16 de autobuses de la Empresa Municipal de Transportes de Valencia (EMT Valencia) que comunica el centro de Valencia con la localidad de Vinalesa, atravesando Casas de Bárcena con un total de 3 paradas en sentido norte (hacia Vinalesa) y 4 paradas en sentido sur (hacia Valencia) por la antigua Carretera de Barcelona.